# Bazyli (Tsiopanas)
Bazyli, imię świeckie Vassilios Tsiopanas (ur. 4 maja 1939 w Missolungi, zm. 13 maja 2023 w Stuttgarcie) – grecki duchowny prawosławny, od 1976 biskup pomocniczy metropolii Niemiec Patriarchatu Konstantynopolitańskiego.

## Życiorys
Święcenia prezbiteratu przyjął w 1966 r. 1 lutego 1976 otrzymał chirotonię biskupią.